# Diorhabda rickmersi
Diorhabda rickmersi es una especie de insecto coleóptero de la familia Chrysomelidae. Fue descrita por Weise en 1900.